# Misiones españolas en Nuevo México

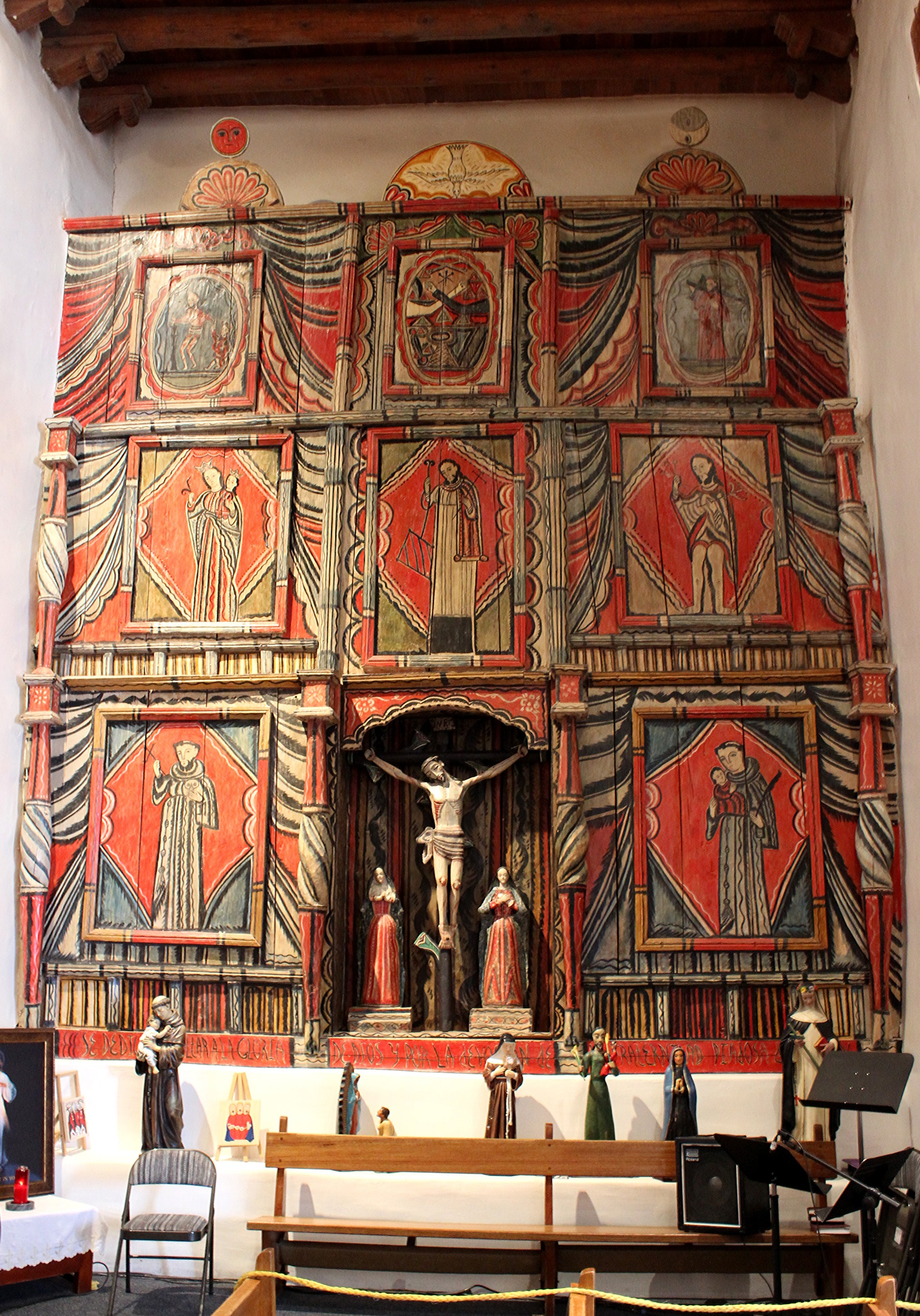
Interior de la iglesia de San Francisco de Asís de 1772 (Ranchos de Taos)

Las Misiones españolas en Nuevo México fueron un conjunto de puestos de avanzada religiosos en la Provincia de Santa Fe de Nuevo México (actual Nuevo México). Fueron establecidos por frailes franciscanos bajo carta de los monarcas del Corona española y el gobierno del Virreinato de Nueva España en una política llamada Reducciones para facilitar la conversión de los nativos americanos al cristianismo.

## Historia
Intentaron hispanizar a los pueblos indígenas. Los afectados incluyeron las ricas culturas y tribus de muchos de los 21 distintos grupos de los pueblo; los tihua; los navajos y los apaches. Las misiones introdujeron ganado, frutas, verduras y la industria en pequeña escala europea en la región suroeste. 
Fray Marcos de Niza, enviado por Coronado, vio por primera vez el área ahora conocida como Nuevo México en 1539. El primer asentamiento permanente fue la Misión San Gabriel, fundada en 1598 por Juan de Oñate cerca de lo que hoy se conoce como Okay Owingeh, antes conocido como el Pueblo de San Juan.

## Misiones
| Nombre                                                    | Imagen | Ubicación                                                                       | Fundación     | Notas |
| --------------------------------------------------------- | ------ | ------------------------------------------------------------------------------- | ------------- | --- |
| Nuestra Señora de los Ángeles de Porciúncula              |        | Cerca de Pecos 35°33′00″N 105°41′4″O / 35.55000, -105.68444                     | 1598          | La iglesia original se usó brevemente y se abandonó. Refundada en 1616 con una nueva iglesea completada después de 1629. Destruida en 1680, reconstruida c. 1696, reconstruida de nuevo c. 1717. Abandonada en 1838. Las ruins son parte del Parque Histórico Nacional de Pecos. |
| Nuestra Señora de la Asunción de Zía                      |        | Pueblo de Zia                                                                   | 1598          | Fundada como San Pedro y San Pablo. Dañado en 1680 y rededicado en 1692 como Nuestra Señora de la Asunción. Church built c. 1700. |
| San Juan Bautista de los Caballeros                       |        | Pueblo de Ohkay Owingeh                                                         | 1598          | Destruida en 1680, reconstruido c. 1706. Reemplazada con una nueva iglesia de estilo neogótico en 1913. |
| San José de los Jémez                                     |        | Cerca de Jemez Springs 35°46′38″N 106°41′11″O / 35.77722, -106.68639            | c. 1600       | Iglesia completada entre 1625 y 1628, abandonada c. 1630. Las ruinas son ahora parte de Jemez Historic Site. |
| San Felipe                                                |        | Pueblo de San Felipe                                                            | 1605          | Destruida en 1680, reconstruida en un nuevo sitio en 1706. Remodelado c. 1801. |
| Santo Domingo                                             |        | Pueblo Kewa                                                                     | 1607          | Destruida en 1680, reconstruido en 1706. Una segunda iglesia se añadió a mediados del siglo XVIII. Ambas se destruyeron en una riada del Rio Grande en 1886. La actual iglesia fue construida en 1895 en una nueva localización. |
| Nuestra Señora de Dolores y de San Antonio de Sandía      |        | Pueblo de Sandia                                                                | c. 1610       | Fundada como San Francisco de Sandía. Destruida y abandonado pueblo en 1680. Refundado en 1748 como Nuestra Señora de los Dolores y de San Antonio. La segunda iglesia completada en 1752 y colapsada en los años 1770. La tercera iglesia construida c. 1784 y se convirtieron en ruina hacia los años 1860. La iglesia actual construida en un nuevo sitio en 1864 y remodelada más recientemente en 1976. |
| Nuestra Señora de los Remedios de Galisteo                |        | Pueblo Galisteo, Galisteo Basin                                                 | c. 1610       | Abandonada en 1680, refundada en 1706 por Francisco Cuervo y Valdés, abandonada nuevamente en los años 1780. |
| San Marcos                                                |        | Pueblo San Marcos, Galisteo Basin                                               | c. 1610       | Abandonada en 1680. |
| San Miguel                                                |        | Santa Fe 35°41′00″N 105°56′16″O / 35.68343, -105.93767                          | c. 1610       | Construida hacia 1610, parcialmente destruida en 1680, reconstruida en 1710. |
| San Agustín de la Isleta                                  |        | Pueblo de Isleta 34°54′32.4″N 106°41′36.0″O / 34.909000, -106.693333            | c. 1612       | Iglesia construida entre 1613 y 1617. Remodelado en 1910–1923 y nuevamente en 1962. |
| San Francisco de Nambé                                    |        | Pueblo de Nambé                                                                 | 1613          | La iglesia construida hacia 1617, destruida en 1680, reconstruida en 1725. Remodelada hacia 1900 con un tejado inclinado que hizo que se desplomara 1908. Tercera iglesia construida en 1910 y demolida en 1960. Iglesia actual construida en 1975. |
| San Jerónimo de Taos                                      |        | Pueblo de Taos                                                                  | 1617          | Iglesia construida c. 1626. Destruida en 1680, reconstruida c. 1706. Destruido durante la revuelta de Taos en 1847. Iglesia actual construida c. 1850 en un sitio diferente. Todavía existen ruinas de la antigua iglesia. |
| San Ildefonso                                             |        | San Ildefonso Pueblo                                                            | c. 1617       | Destruida en 1680, reconstruido en 1711 en un nuevo sitio. Remodelado en 1905 y reconstruido en 1968. |
| San Lorenzo de Picurís                                    |        | Pueblo de Picurís                                                               | c. 1620       | Destruida en 1680, reconstruida en 1706, reconstruida nuevamente en la década de 1740. Destruido nuevamente en 1769 y reconstruido c. 1776. Remodelado c. 1900 y nuevamente en la década de 1960. |
| San Gregorio de Abó                                       |        | Cerca de Mountainair 34°26′56″N 106°22′17″O / 34.44889, -106.37139              | 1622          | Construida entre 1629 y 1644, abandonada en 1678. Las ruinas son parte del Monumento nacional Misiones Pueblo de Salinas. |
| San Estévan del Rey de Ácoma                              |        | Pueblo de Acoma 34°53′42″N 107°34′57″O / 34.89500, -107.58250                   | 1623          | Iglesia terminada c. 1630. Dañada en 1680 y reconstruida en 1696-1700. |
| Nuestra Señora de Perpetuo Socorro                        |        | Socorro 34°3′37″N 106°53′38″O / 34.06028, -106.89389                            | 1626          | Destruida en 1680. En el mismo sitio se construyó la actual Iglesia de San Miguel en 1816-1821. |
| San Antonio de Padua de Senecú                            |        | Cerca de Socorro, ubicación exacta desconocida                                  | 1626          | El pueblo y la misión fueron abandonados en 1675. |
| Santa Clara                                               |        | Pueblo de Santa Clara                                                           | c. 1626       | Reconstruido c. 1758. Remodelado c. 1900 con un techo nuevo que provocó su colapso en 1905. Reconstruido c. 1914 y remodelado en los años 1960. |
| Nuestra Señora de Purísima Concepción de Quarai           |        | Cerca de Mountainair 34°35′45″N 106°17′42″O / 34.59583, -106.29500              | 1627          | Construido entre 1627 y 1633, abandonado en 1677. Las ruinas son parte del Monumento nacional Misiones Pueblo de Salinas. |
| San Luis Obispo de Sevilleta                              |        | Cerca de Socorro                                                                | 1627          | Posteriormente rebajado a visita del Socorro. Abandonado en 1680. |
| La Purísima Concepcíón de Hawikuh                         |        | Cerca de Zuni Pueblo 34°55′56″N 108°59′4.4″O / 34.93222, -108.984556            | 1628          | Destruido en 1680. |
| Nuestra Señora de Guadalupe de Zuñi                       |        | Zuni Pueblo                                                                     | 1629          | Dañado en 1680, reconstruido c. 1692. |
| San Ysidro and San Buenaventura de Humanas (Gran Quivira) |        | Cerca de Mountainair                                                            | c. 1629       | Se construyó la capilla de San Ysidro c. 1629-1632, San Buenaventura construyó c. Década de 1660. Las ruinas son parte del Monumento nacional Misiones Pueblo de Salinas. |
| San Diego de Tesuque                                      |        | Pueblo de Tesuque                                                               | finales 1620s | Establecido como San Lorenzo. Destruida en 1680, restablecida como San Diego en 1695. Iglesia reconstruida c. 1706. Remodelado c. 1914. |
| San Buenaventura de Cochití                               |        | Pueblo de Cochiti                                                               | c. 1630       | Destruida en 1680, reconstruida c. 1706. Remodelado c. 1900 y en los años 1960. |
| Santa Ana                                                 |        | Santa Ana Pueblo                                                                | c. 1693       | Iglesia construida c. 1700. Iglesia actual, más grande, construida entre 1734 y 1750. |
| San José de Laguna                                        |        | Pueblo de Laguna                                                                | c. 1700       | Todavía en uso. |
| San Francisco de Asís                                     |        | Ranchos de Taos 36°21′31″N 105°36′30″O / 36.35851388888889, -105.60841388888889 | c. 1815       | |

## Iglesias destacadas que no eran misiones
- El Santuario de Chimayó : lugar de peregrinación a pie de Semana Santa a este lugar sagrado cada año. No es una misión; fundada c.1810 como capilla privada.[síntesis inadecuada? ]
- Iglesia Misión San Francisco de Asís - Iglesia construida entre 1772 y 1816 y está ubicada en el distrito histórico de Ranchos de Taos.
- Santuario de Nuestra Señora de Guadalupe - Fundado c. 1777; Se cree que es el santuario más antiguo del país dedicado a Nuestra Señora de Guadalupe. No es una misión.